# Lekkoatletyka na Letnich Igrzyskach Olimpijskich 1956 – bieg na 200 m mężczyzn
Bieg na 200 metrów mężczyzn podczas XVI Letnich Igrzysk Olimpijskich w Melbourne rozegrano 26 (eliminacje i ćwierćfinały) i 26 listopada 1956 (półfinały i finał) na stadionie Melbourne Cricket Ground. Zwycięzcą został reprezentant Stanów Zjednoczonych Bobby Joe Morrow, który na tych igrzyskach zwyciężył również w biegu na 100 metrów i sztafecie 4 × 100 metrów. W finale wyrównał rekord świata z czasem 20,6 s.

## Rekordy

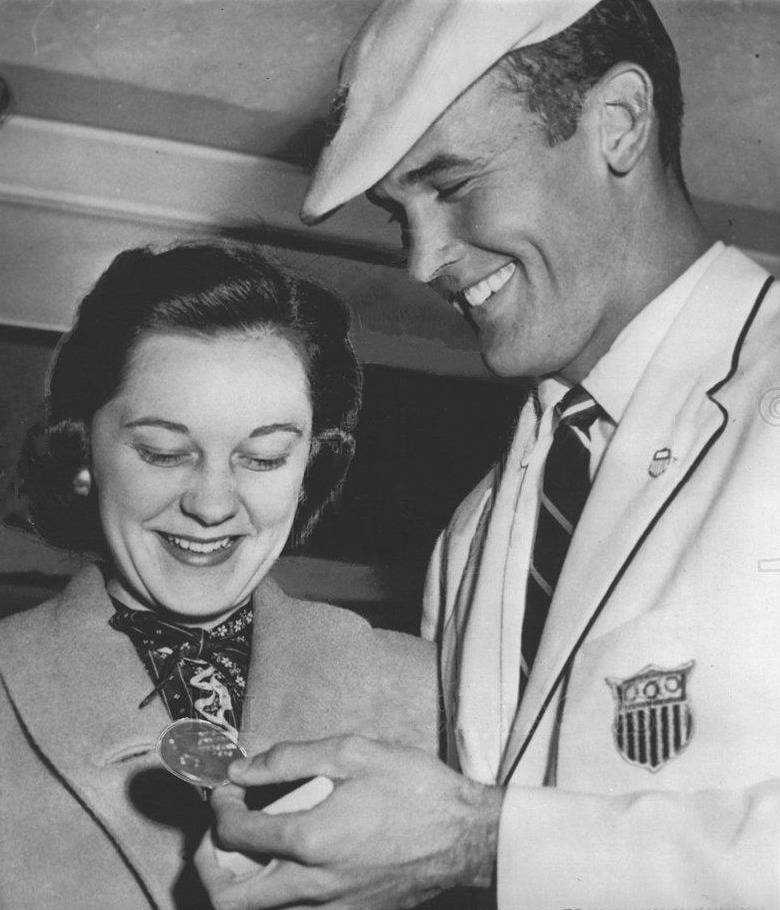
Bobby Joe Morrow

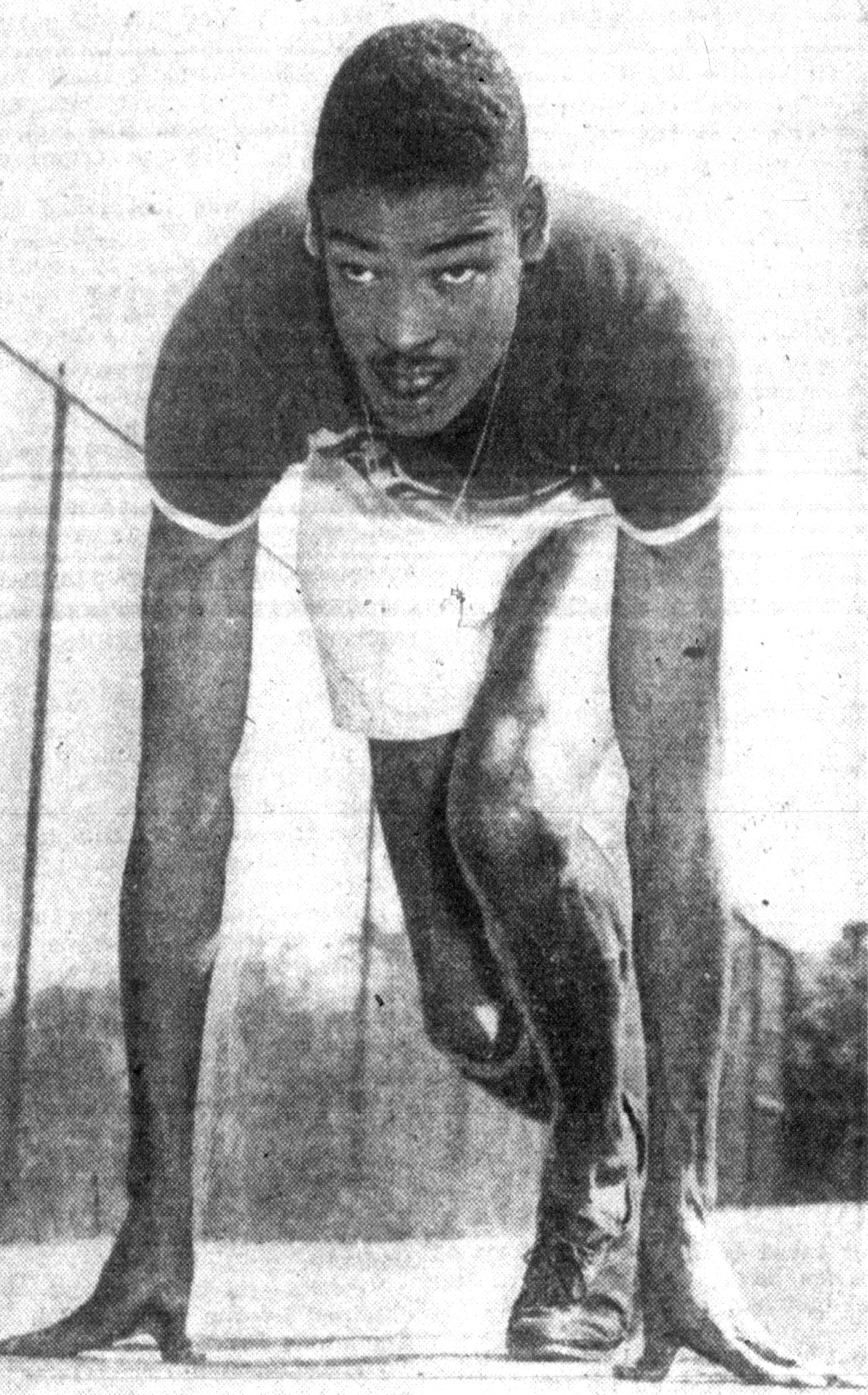
Andy Stanfield

|                   | Zawodnik       | Narodowość        | Czas | Data                 | Miejsce     |
| ----------------- | -------------- | ----------------- | ---- | -------------------- | ----------- |
| Rekord świata     | Andy Stanfield | Stany Zjednoczone | 20,6 | 28 czerwca 1952(dts) | Los Angeles |
| Rekord świata     | Thane Baker    | Stany Zjednoczone | 20,6 | 23 czerwca 1956(dts) | Bakersfield |
| Rekord olimpijski | Jesse Owens    | Stany Zjednoczone | 20,7 | 5 sierpnia 1936(dts) | Berlin      |
| Rekord olimpijski | Andy Stanfield | Stany Zjednoczone | 20,7 | 23 lipca 1952(dts)   | Helsinki    |

## Wyniki
| Poz. – pozycja |
| – rekord świata \| – rekord krajowy \| – rekord życiowy \| = – wyrównany rekord życiowy \| · – najlepszy wynik w sezonie \| = – wyrównany najlepszy wynik w sezonie \| – rekord olimpijski |
| Fn – falstart \| DNF – nie ukończył \| DNS – nie wystartował \| DSQ – zdyskwalifikowany |

### Eliminacje
Rozegrano dwanaście biegów eliminacyjnych. Do ćwierćfinałów awansowało po dwóch najlepszych zawodników z każdego biegu (Q).

#### Bieg 1
| Poz. | Zawodnik            | Narodowość | Rezultat | Uwagi |
| ---- | ------------------- | ---------- | -------- | ----- |
| 1    | José da Conceição   | Brazylia   | 21,61    | Q     |
| 2    | Manfred Germar      | Niemcy     | 21,88    | Q     |
| 3    | René Ahumada        | Meksyk     | 21,96    |       |
| 4    | Melville Spence     | Jamajka    | 22,13    |       |
| 5    | Jean-Pierre Goudeau | Francja    | 22,13    |       |
| –    | Voitto Hellsten     | Finlandia  | DNS      |       |

#### Bieg 2
| Poz. | Zawodnik            | Narodowość     | Rezultat | Uwagi |
| ---- | ------------------- | -------------- | -------- | ----- |
| 1    | Karl-Friedrich Haas | Niemcy         | 21,56    | Q     |
| 2    | Václav Janeček      | Czechosłowacja | 21,85    | Q     |
| 3    | Douglas Winston     | Australia      | 22,20    |       |
| 4    | Milkha Singh        | Indie          | 22,47    |       |
| 5    | Kyohei Ushio        | Japonia        | 22,64    |       |
| –    | Zenon Baranowski    | Polska         | DNS      |       |
| –    | Carlos Sierra       | Kolumbia       | DNS      |       |

#### Bieg 3
| Poz. | Zawodnik          | Narodowość        | Rezultat | Uwagi |
| ---- | ----------------- | ----------------- | -------- | ----- |
| 1    | Mike Agostini     | Trynidad i Tobago | 21,80    | Q     |
| 2    | Vincenzo Lombardo | Włochy            | 21,94    | Q     |
| 3    | Jurij Konowałow   | ZSRR              | 22,00    |       |
| 4    | Josef Trousil     | Czechosłowacja    | 22,54    |       |
| 5    | Beyene Legesse    | Etiopia           | 23,63    |       |
| 6    | Manut Bumrungphuk | Szwajcaria        | 24,59    |       |
| –    | James Roberts     | Liberia           | DSQ      |       |

#### Bieg 4
| Poz. | Zawodnik             | Narodowość        | Rezultat | Uwagi |
| ---- | -------------------- | ----------------- | -------- | ----- |
| 1    | Andy Stanfield       | Stany Zjednoczone | 21,69    | Q     |
| 2    | Sergio D’Asnasch     | Włochy            | 22,35    | Q     |
| 3    | Muhammad Sharif Butt | Pakistan          | 22,38    |       |
| 4    | Fred Hammer          | Luksemburg        | 22,73    |       |
| 5    | Roba Negousse        | Etiopia           | 23,89    |       |
| –    | Apolinar Solórzano   | Wenezuela         | DSQ      |       |
| –    | Norberto Cruz        | Portoryko         | DNS      |       |

#### Bieg 5
| Poz. | Zawodnik            | Narodowość    | Rezultat | Uwagi |
| ---- | ------------------- | ------------- | -------- | ----- |
| 1    | Abdul Khaliq        | Pakistan      | 21,32    | Q     |
| 2    | Maurice Rae         | Nowa Zelandia | 21,57    | Q     |
| 3    | João Pires Sobrinho | Brazylia      | 21,67    |       |
| 4    | Tom Robinson        | Bahamy        | 21,76    |       |
| 5    | Sándor Jakabfy      | Węgry         | 21,78    |       |
| 6    | Malcolm Spence      | Jamajka       | 21,86    |       |
| –    | René Farine         | Szwajcaria    | DNS      |       |

#### Bieg 6
| Poz. | Zawodnik                     | Narodowość         | Rezultat | Uwagi |
| ---- | ---------------------------- | ------------------ | -------- | ----- |
| 1    | Kanji Akagi                  | Japonia            | 22,26    | Q     |
| 2    | Jorge de Barros              | Brazylia           | 22,30    | Q     |
| –    | Hilmar Þorbjörnsson          | Islandia           | DNS      |       |
| –    | Sinnayah Karuppiah Jarabalan | Federacja Malajska | DNS      |       |
| –    | Stan Levenson                | Kanada             | DNS      |       |
| –    | Bruno Urben                  | Szwajcaria         | DNS      |       |
| –    | Géza Varasdi                 | Węgry              | DNS      |       |

#### Bieg 7
| Poz. | Zawodnik          | Narodowość        | Rezultat | Uwagi |
| ---- | ----------------- | ----------------- | -------- | ----- |
| 1    | Thane Baker       | Stany Zjednoczone | 21,92    | Q     |
| 2    | Béla Goldoványi   | Węgry             | 22,08    | Q     |
| 3    | Bjørn Nilsen      | Norwegia          | 22,33    |       |
| 4    | Oliver Hunter     | Gujana Brytyjska  | 22,54    |       |
| 5    | Giovanni Ghiselli | Włochy            | 22,68    |       |
| 6    | Abebe Hailou      | Etiopia           | 23,25    |       |
| –    | Alfonso Bruno     | Wenezuela         | DNS      |       |

#### Bieg 8
| Poz. | Zawodnik      | Narodowość         | Rezultat | Uwagi |
| ---- | ------------- | ------------------ | -------- | ----- |
| 1    | Vilém Mandlík | Czechosłowacja     | 21,79    | Q     |
| 2    | Hector Hogan  | Australia          | 21,97    | Q     |
| 3    | David Segal   | Wielka Brytania    | 22,22    |       |
| 4    | Joe Foreman   | Kanada             | 22,28    |       |
| 5    | Kesavan Soon  | Singapur           | 23,33    |       |
| 6    | Lee Kah Fook  | Federacja Malajska | 23,94    |       |

#### Bieg 9
| Poz. | Zawodnik         | Narodowość        | Rezultat | Uwagi |
| ---- | ---------------- | ----------------- | -------- | ----- |
| 1    | Bobby Joe Morrow | Stany Zjednoczone | 21,95    | Q     |
| 2    | Edward Szmidt    | Polska            | 22,03    | Q     |
| 3    | Graham Gipson    | Australia         | 22,06    |       |
| 4    | Akira Kiyofuji   | Japonia           | 22,56    |       |
| 5    | Abdul Aziz       | Pakistan          | 22,98    |       |
| –    | Ghanim Mahmoud   | Królestwo Iraku   | DNS      |       |

#### Bieg 10
| Poz. | Zawodnik            | Narodowość         | Rezultat | Uwagi |
| ---- | ------------------- | ------------------ | -------- | ----- |
| 1    | Boris Tokariew      | ZSRR               | 21,62    | Q     |
| 2    | Brian Shenton       | Wielka Brytania    | 21,87    | Q     |
| 3    | Rafael Romero       | Wenezuela          | 21,85    |       |
| 4    | Janusz Jarzembowski | Polska             | 21,91    |       |
| 5    | Joe Goddard         | Trynidad i Tobago  | 22,23    |       |
| 6    | Eero Kivelä         | Finlandia          | 22,56    |       |
| 7    | Ben Nduga           | Protektorat Ugandy | 22,89    |       |

#### Bieg 11
| Poz. | Zawodnik            | Narodowość      | Rezultat | Uwagi |
| ---- | ------------------- | --------------- | -------- | ----- |
| 1    | Konstantin Lissenko | Francja         | 22,06    | Q     |
| 2    | Iván Rodríguez      | Portoryko       | 22,06    | Q     |
| 3    | Roy Sandstrom       | Wielka Brytania | 22,18    |       |
| 4    | Pentti Rekola       | Finlandia       | 22,22    |       |
| 5    | Jack Parrington     | Kanada          | 22,61    |       |
| 6    | Montri Srinaka      | Tajlandia       | 23,88    |       |
| 7    | Emmanuel Putu       | Liberia         | 24,33    |       |

#### Bieg 12
| Poz. | Zawodnik           | Narodowość        | Rezultat | Uwagi |
| ---- | ------------------ | ----------------- | -------- | ----- |
| 1    | Leonhard Pohl      | Niemcy            | 21,78    | Q     |
| 2    | Łeonid Barteniew   | ZSRR              | 21,94    | Q     |
| 3    | Yves Camus         | Francja           | 22.37    |       |
| 4    | Paiboon Vacharapan | Tajlandia         | 23,92    |       |
| 5    | Richard Estick     | Jamajka           | 25,81    |       |
| –    | Edmund Turton      | Trynidad i Tobago | DNS      |       |

### Ćwierćfinały
Rozegrano cztery biegi ćwierćfinałowe. Do półfinałów awansowało po trzech najlepszych zawodników z każdego biegu.

#### Bieg 1
| Poz. | Zawodnik         | Narodowość        | Rezultat | Uwagi |
| ---- | ---------------- | ----------------- | -------- | ----- |
| 1    | Abdul Khaliq     | Pakistan          | 21,34    | Q,    |
| 2    | Mike Agostini    | Trynidad i Tobago | 21,35    | Q     |
| 3    | Leonhard Pohl    | Niemcy            | 21,49    | Q     |
| 4    | Łeonid Barteniew | ZSRR              | 21,53    |       |
| 5    | Béla Goldoványi  | Węgry             | 21,64    |       |
| 6    | Edward Szmidt    | Polska            | 21,73    |       |

#### Bieg 2
| Poz. | Zawodnik            | Narodowość        | Rezultat | Uwagi |
| ---- | ------------------- | ----------------- | -------- | ----- |
| 1    | Andy Stanfield      | Stany Zjednoczone | 21,22    | Q     |
| 2    | Boris Tokariew      | ZSRR              | 21,42    | Q     |
| 3    | José da Conceição   | Brazylia          | 21,46    | Q     |
| 4    | Vincenzo Lombardo   | Włochy            | 21,53    |       |
| 5    | Kanji Akagi         | Japonia           | 22,05    |       |
| –    | Konstantin Lissenko | Francja           | DNF      |       |

#### Bieg 3
| Poz. | Zawodnik            | Narodowość        | Rezultat | Uwagi |
| ---- | ------------------- | ----------------- | -------- | ----- |
| 1    | Thane Baker         | Stany Zjednoczone | 21,34    | Q     |
| 2    | Vilém Mandlík       | Czechosłowacja    | 21,56    | Q     |
| 3    | Karl-Friedrich Haas | Niemcy            | 21,68    | Q     |
| 4    | Hector Hogan        | Australia         | 21,90    |       |
| 5    | Iván Rodríguez      | Portoryko         | 22,16    |       |
| 6    | Sergio D’Asnasch    | Włochy            | 22,82    |       |

#### Bieg 4
| Poz. | Zawodnik         | Narodowość        | Rezultat | Uwagi |
| ---- | ---------------- | ----------------- | -------- | ----- |
| 1    | Bobby Joe Morrow | Stany Zjednoczone | 22,03    | Q     |
| 2    | Maurice Rae      | Nowa Zelandia     | 22,12    | Q     |
| 3    | Brian Shenton    | Wielka Brytania   | 22,15    | Q     |
| 4    | Václav Janeček   | Czechosłowacja    | 22,26    |       |
| 5    | Jorge de Barros  | Brazylia          | 23,88    |       |
| –    | Manfred Germar   | Niemcy            | DNS      |       |

### Półfinały
Rozegrano dwa biegi półfinałowe. Do finału awansowało po trzech najlepszych zawodników z każdego biegu.

#### Bieg 1
| Poz. | Zawodnik            | Narodowość        | Rezultat | Uwagi |
| ---- | ------------------- | ----------------- | -------- | ----- |
| 1    | Thane Baker         | Stany Zjednoczone | 21,21    | Q     |
| 2    | Bobby Joe Morrow    | Stany Zjednoczone | 21,43    | Q     |
| 3    | José da Conceição   | Brazylia          | 21,53    | Q     |
| 4    | Abdul Khaliq        | Pakistan          | 21,58    |       |
| 5    | Karl-Friedrich Haas | Niemcy            | 21,74    |       |
| 6    | Maurice Rae         | Nowa Zelandia     | 21,75    |       |

#### Bieg 2
| Poz. | Zawodnik       | Narodowość        | Rezultat | Uwagi |
| ---- | -------------- | ----------------- | -------- | ----- |
| 1    | Andy Stanfield | Stany Zjednoczone | 21,35    | Q     |
| 2    | Mike Agostini  | Trynidad i Tobago | 21,48    | Q     |
| 3    | Boris Tokariew | ZSRR              | 21,50    | Q     |
| 4    | Leonhard Pohl  | Niemcy            | 21,64    |       |
| 5    | Vilém Mandlík  | Czechosłowacja    | 21,74    |       |
| 6    | Brian Shenton  | Wielka Brytania   | 22,08    |       |

### Finał
| Poz. | Zawodnik          | Narodowość        | Rezultat | Uwagi |
| ---- | ----------------- | ----------------- | -------- | ----- |
| 1    | Bobby Joe Morrow  | Stany Zjednoczone | 20,75    | =     |
| 2    | Andy Stanfield    | Stany Zjednoczone | 20,97    |       |
| 3    | Thane Baker       | Stany Zjednoczone | 21,05    |       |
| 4    | Mike Agostini     | Trynidad i Tobago | 21,35    |       |
| 5    | Boris Tokariew    | ZSRR              | 21,42    |       |
| 6    | José da Conceição | Brazylia          | 21,56    |       |